# Zenith Bank
Die Zenith Bank ist eine nigerianische Geschäftsbank mit Hauptsitz in Lagos. Das Kreditinstitut wurde 1990 von Jim Ovia gegründet und ist nach eigenen Angaben die größte Bank des Landes und die sechstgrößte Bank auf dem afrikanischen Kontinent. Im Jahr 2004 firmierte das Institut in eine „public limited company“ um und wird seitdem an der Nigerian Stock Exchange und der Londoner Börse gelistet. Landesweit unterhält Zenith über 500 Zweigfilialen und seit 2007 auch eine Tochter im Vereinigten Königreich. Das Geschäft dehnt sich auf weitere afrikanische Staaten aus, jedoch werden über 90 % des Umsatzes in Nigeria erwirtschaftet. Neben dem Geschäft mit Unternehmenskunden wird auch das standardisierte Privatkundengeschäft bedient.